# Regionalwahl in der Toskana 1995
Die Regionalwahl in der Toskana 1995 fand am 23. April statt; der Regionalrat und der Präsident der Region wurden gleichzeitig gewählt.

## Wahlergebnis
| Kandidaten                                  | Kandidaten           | Stimmen   | %    | Listen                               | Stimmen   | %    | Mandate |
| ------------------------------------------- | -------------------- | --------- | ---- | ------------------------------------ | --------- | ---- | ------- |
|                                             | Vannino Chitigewählt | 1.188.995 | 50,1 | Partito Democratico della Sinistra   | 874.463   | 40,9 | 19      |
| Popolari - Patto dei Democratici - Liberali | Vannino Chitigewählt | 1.188.995 | 50,1 | 135.895                              | 6,4       | 2    |         |
| Federazione dei Verdi                       | Vannino Chitigewählt | 1.188.995 | 50,1 | 57.666                               | 2,7       | 1    |         |
| Federazione Laburista                       | Vannino Chitigewählt | 1.188.995 | 50,1 | 30.204                               | 1,4       | 1    |         |
| Partito Repubblicano Italiano               | Vannino Chitigewählt | 1.188.995 | 50,1 | 16.395                               | 0,8       | –    |         |
| Lega Nord                                   | Vannino Chitigewählt | 1.188.995 | 50,1 | 15.049                               | 0,7       | –    |         |
| Mandate der Listengruppe                    | Vannino Chitigewählt | 1.188.995 | 50,1 | –                                    | –         | 10   |         |
| ↳ Gesamt                                    | Vannino Chitigewählt | 1.188.995 | 50,1 | 1.129.672                            | 52,8      | 33   |         |
|                                             | Paolo Del Debbio     | 855.287   | 36,1 | Forza Italia - Il Polo Popolare      | 409.266   | 19,1 | 7       |
| Alleanza Nazionale                          | Paolo Del Debbio     | 855.287   | 36,1 | 281.298                              | 13,1      | 5    |         |
| Centro Cristiano Democratico                | Paolo Del Debbio     | 855.287   | 36,1 | 53.291                               | 2,5       | 1    |         |
| ↳ Gesamt                                    | Paolo Del Debbio     | 855.287   | 36,1 | 743.855                              | 34,8      | 13   |         |
|                                             | Luciano Ghelli       | 294.128   | 12,4 | Partito della Rifondazione Comunista | 237.405   | 11,1 | 4       |
|                                             | Vincenzo Donvito     | 33.856    | 1,4  | Lista Pannella - Riformatori         | 28.295    | 1,3  | –       |
| Gesamt                                      | Gesamt               | 2.372.266 | 100  |                                      | 2.139.227 | 100  | 50      |